# Sant Salvador de Vilanova de Prades
Sant Salvador de Vilanova de Prades és una església de Vilanova de Prades (Conca de Barberà) inclosa a l'Inventari del Patrimoni Arquitectònic de Catalunya.

## Descripció
És una església barroca d'una sola nau i estructura exterior molt senzilla. El seu estat de conservació és molt bo.
La portalada és molt bella i de pur estil barroc. Està formada per diversos motius ornamentals que rodegen la porta. Així es pot observar un primer recobriment de pilars llisos i capitell dòric que sostenen una llinda. A ambdós costats exteriors dels pilars hi ha decoració de volutes. Damunt la llinda podem observar les diverses decoracions de dos vasos amb fruita, un frontó semicircular recolzat sobre motius ondulats i al damunt un ull de bou amb vitrall geomètric.
El campanar de l'església de St. Salvador és una mostra perfecta de l'estil barroc de la zona. La característica principal és la senzillesa. El campanar s'eleva sobre l'edifici de forma quadrada fins a la meitat en què es converteix en una planta octogonal, amb un rellotge i part superior amb obertures de mig punt per a les campanes.
El material emprat alterna carreuons i carreus.

## Història
Aquesta església va substituir l'anterior, del 1180, que també estava dedicada a Sant Salvador. A l'interior hi havia un retaule barroc que fou cremat durant la darrera guerra civil.